# Kai Aareleid
Kai Aareleid (Tartu, 26 de septiembre de 1972) es una escritora y traductora estonia.

## Trayectoria
Después de finalizar sus estudios secundarios en Tallin, de 1990 a 1991 estudió psicología en la Universidad de Tartu y de 1991 a 1997 artes escénicas en la Academia de Teatro de Helsinki, donde obtuvo un máster. En 2001 obtuvo también el título de traductora-editora en la Universidad Pedagógica de Tallin.
Entre 1996 y 2006 trabajó como asistente administrativa en la oficina del British Council en Tallin, y entre 2012 y 2017 fue editora de Loomingu Raamatokogu.

## Obra
Su primer relato, Madonna, apareció en la revista Looming en 2003. Se dio a conocer en 2011 gracias a su novela Vene veri. Su segunda novela, Linnade põletamine, fue publicada en 2016 y gracias a ella ganó el premio al Escritor Estonio del Año 2016 en el festival literario celebrado en el Museo Juhan Liiv.
Ha publicado prosa corta, principalmente en la revista Looming; por el relato Tango (2012) ganó el Premio Tuglas de Relato Corto, y en 2018 se publicó Salaelud, una colección de relatos y minificciones. Aareleid también ha publicado dos poemarios, ambos aparecidos en 2015: Naised teel y Vihm ja vein.
Como traductora, ha traducido al estonio obras de Jukka Viikilä, Michael Ignatieff, Bruce Chatwin, Paulo Coelho, Arturo Pérez-Reverte, Carlos Ruiz Zafón, Javier Marías, Roberto Bolaño, Enrique Vila-Matas, Jorge Luis Borges, Juan José Millás e Isabel Allende.